# Bauta (Kuba)
Bauta ist eine Stadt und ein Municipio in der kubanischen Provinz Artemisa. Bis 2010 gehörte das Municipio zur aufgelösten Provinz La Habana.
Die Stadt liegt südwestlich von Havanna und nordöstlich von Alquízar. Die Siedlung wurde im Jahr 1879 offiziell gegründet.
Das Municipio zählt 45.509 Einwohner auf einer Fläche von 157 km², was einer Bevölkerungsdichte von 289,9 Einwohnern je Quadratkilometer entspricht. Die Gegend ist landwirtschaftlich geprägt, es werden Zuckerrohr, Ananas und Tabak angebaut.
Das Municipio ist in acht Stadtteile (Barrio) unterteilt: Anafe, Baracoa, Bauta, Cangrejeras, Félix E. Alpízar, General Antonio Maceo, Guatao und Punta Brava.